# 이나카와정
이나카와정(若美町) 아키타현 오가치군에 존속되었던 정이다.
동서로 산에 낀 마을로 2005년 3월 22일 유자와시, 오가치정, 미나세정과 합병해 새로운 유자와시의 일부가 되었기 때문에 폐지되었다.

## 역사
- 1956년 9월 30일 - 이나니와촌, 가와쓰치촌, 미쓰나시촌과 합병해 이나니와카와즈레정이 되었다.
- 1966년 4월 30일 - 이나카와정으로 개칭하였다.
- 2005년 3월 22일 - 구 유자와시 오가치정, 미나세정과 합병해 유자와시가 되어 소멸하였다.

## 교통

### 철도
- 동일본 여객철도 오우 본선 (당시엔 역이 개설되지 않았으며 제일 가까운 역인 유자와역으로 이용해야 했다.)

### 도로
- 국도 398호선